# 曹瓊 (平湖)
曹瓊（1462年—？年），字玉夫，浙江嘉興府平湖縣人，竈籍，治《書經》，明朝政治人物。

## 生平
成化二十二年（1486年）丙午科浙江鄉試第七十名舉人。弘治六年（1493年）中式癸丑科會試第十名，二甲第十九名進士。六月改翰林院庶吉士，八年十月授江西道御史，卒于官。

## 家族
曾祖曹宗顯；祖父曹仁；父曹頊，母陶氏。具庆下。